# Opera Nowohucka
Opera Nowohucka – drugi oficjalny album zespołu WU-HAE wydany w 2009. Nośnikiem multimedialnej zawartości płyty jest pendrive zamknięty w metalowej puszce.
Jest to wydawnictwo koncepcyjne, składające się z 12 utworów, filmu niemego Nowy człowiek, inspirowanego radzieckim kinem science fiction oraz eseju Sławomira Shuty.
Album inspirowany jest 60-letnią historią Nowej Huty. Teksty stanowią m.in. obszerne fragmenty "Poematu dla dorosłych" Adama Ważyka. Na płycie znajduje się również utwór do wiersza Wisławy Szymborskiej Na powitanie budowy socjalistycznego miasta.
W nagraniach gościnny udział wzięli: Grzegorz Markowski (pierwsze studyjna nagranie utworu Nie patrz jak ja tańczę), Maciej Maleńczuk, Piotr Wróbel, Paweł Mąciwoda i Olaf Deriglasoff. Z albumu pochodzi singel "Sępy abstrakcji" (tekst Adam Ważyk "Poemat dla dorosłych") z udziałem Macieja Maleńczuka.